# Баррус-Касал
Баррус-Касал (порт. Barros Cassal) — муниципалитет в Бразилии, входит в штат Риу-Гранди-ду-Сул. Составная часть мезорегиона Северо-запад штата Риу-Гранди-ду-Сул. Входит в экономико-статистический микрорегион Соледади. Население составляет 11 450 человек на 2007 год. Занимает площадь 648,897 км². Плотность населения — 16,4 чел./км².

## История
Город основан 5 ноября 1963 года.

## Статистика
- Валовой внутренний продукт на 2003 составляет 96.221.444,00 реалов (данные: Бразильский институт географии и статистики).
- Валовой внутренний продукт на душу населения на 2003 составляет 8.777,73 реалов (данные: Бразильский институт географии и статистики).
- Индекс развития человеческого потенциала на 2000 составляет 0,695 (данные: Программа развития ООН).